# Хопылево
Хопылево — деревня в Шашковской сельской администрации Назаровского сельского поселения Рыбинского района Ярославской области. Расположена на левом берегу реки Волги. Историческое название села — Богоявленские острова или Богоявленское на Острове.

## Общие сведения
Деревня протянулась по склона перпендикулярно волжскому берегу. Поблизости от деревни расположены посёлок Кирова и деревня Деревенька. На 1 января 2007 года в деревне не числилось постоянных жителей. Деревня обслуживается почтовым отделением в Шашково.
Село Хопылево указано на плане Генерального межевания Романовского уезда 1790 года. После объединения уездов в 1822 году Хопылево относилось к Романово-Борисоглебскому уезду.
К юго-западу от деревни находятся археологические памятники: стоянка V—III тысячелетия до н. э. и селище XV—XVII веков.

## История храмов
В древности в селе находился Богоявленский Островский монастырь. История этой обители известна лишь в самых общих чертах. Возникнув в начале XVI века на островке посреди Волги, монастырь позднее был перенесён на левый берег. К концу XVII века монастырь, владевший несколькими сотнями крестьян, уже имел достаточные средства для постройки каменного храма. В 1701 году новый монастырский собор был освящён в честь Богоявления Господня. Архитектура храма была традиционной для ярославских зодчих — трехапсидный четверик на высоком подклете, увенчанный пятью световыми барабанами, с запада и севера окруженный папертями. Однако он обладает важной конструктивной особенностью, отличающей его от аналогов. Своды его опираются не на четыре, как в большинстве храмов, а всего на два столпа.
С востока к северной паперти примыкает одноглавый Казанский придел, с запада над крыльцом поставлена шатровая колокольня. Вверху, помимо Богоявленского, имелся Леонтиевский престол, внизу Введенский и Никольский.
В 1709 году монастырём управлял игумен Лаврентий.
В 1764 году Екатерина II изъяла у монастырей земли. Островская обитель, как и множество других мелких монастырей, была закрыта, а её храм преобразован в приходскую церковь. На тот момент у монастыря имелся каменный Богоявленский собор и деревянные здания: надвратная церковь, корпус братских келий, поварня, хлебня, два амбара, погребок, сушило и притворная изба. Окружала монастырь прямоугольная деревянная ограда 150 на 130 метров. До наших дней уцелел один лишь собор.
Неподалёку, в деревне Бурнаково, располагалось поместье дворян Ушаковых. В упомянутом соборе был крещён великий адмирал Фёдор Ушаков, причисленный к лику святых, здесь же крестили и его дядю, преподобного Фёдора Санаксарского.
В 1908—1910 годах в селе была построена кирпичная зимняя церковь с эклектичным декором, освящённая во имя святого Александра Невского.
В 1930-х обе церкви были разграблены и закрыты, венчания сломаны. Тогда же, в 1930-е годы, рядом с Хопылевом в деревне Деревенька жил в период между арестами и посещал эти храмы священномученик Димитрий Смирнов.

## Реставрация храмового комплекса
Богоявленский собор был включён в список объектов культурного наследия ещё с 1960 года – одновременно с Ростовским кремлём и другим всемирно известными ярославскими жемчужинами. Но до недавнего времени весь комплекс находился в аварийном состоянии. 
Только в 2017 году был сформирован Попечительский совет по восстановлению храмового комплекса в Хопылёво. За период с 2017 по 2023 год попечительским советом было привлечено около 900 млн рублей инвестиций. Средства были направлены на проектные и реставрационные работы и благоустройство территории. 
Масштабные противоаварийные работы затронули все конструкции, от фундаментов до кровель. Понадобилось реставрировать кирпичную кладку, восстановить утраченный декор, продумать гидроизоляцию и освещение, вернуть храму барабаны, купола и кресты.  
Немало потрудились реставраторы и над спасением сохранившейся настенной живописи.  
Для воссоздания иконостасов были проведены специальные архивные изыскания и искусствоведческие исследования.  
Вслед за тем начались комплексные работы в храме Александра Невского, вернувшие ему внешний облик и внутреннее убранство.   
Наконец реставраторы смогли приступить к облагораживанию земли, прилегающей к храмовому комплексу. В первую очередь была благоустроена могила родителей Фёдора Ушакова. Затем были вымощены дорожки, появились зелёные насаждения, уличное освещение и художественная подсветка обоих храмов. Появился дом церковного причта.  
В 2021 году в Хопылёве был заложен Фёдоровский сад и Аптекарский огород. 
Первое богослужение в отреставрированном верхнем храме Богоявленского собора состоялось в день рождения святого праведного воина Фёдора Ушакова в феврале 2022 года. 
Одновременно было предпринято репринтное издание Синодика Богоявленского собора – уникальной рукописи начала XVIII века, украшенной множеством миниатюр, хранящейся в Государственном архиве Ярославской области. Над проектом работали ярославские и московские историки.  
Ежегодно в начале августа на территории возрождённого храмового комплекса проходит традиционный фестиваль культуры и искусств в честь годовщины прославления святого праведного воина Феодора Ушакова. 

## Население
| 1859 | 2002 | 2007 | 2010 |
| ---- | ---- | ---- | ---- |
| 44   | ↘2   | ↘0   | ↗3   |

## Пристань Колхозник
При Советской власти на берегу Волги, непосредственно около деревни находилась пассажирская пристань в виде плавучего дебаркадера Колхозник. Она была конечной пристанью районной пассажирской линии: Рыбинск — Сундоба — Горелая Гряда — Красное — Пирогово — Песочное — Первомайск — Колхозник, обслуживавшей в основном левый берег Волги.
В период навигации действует сообщение Рыбинск — Колхозник.